# Macrobrachium japonicum
Macrobrachium japonicum är en kräftdjursart som först beskrevs av De Haan 1849.  Macrobrachium japonicum ingår i släktet Macrobrachium och familjen Palaemonidae. Inga underarter finns listade i Catalogue of Life.

## Bildgalleri

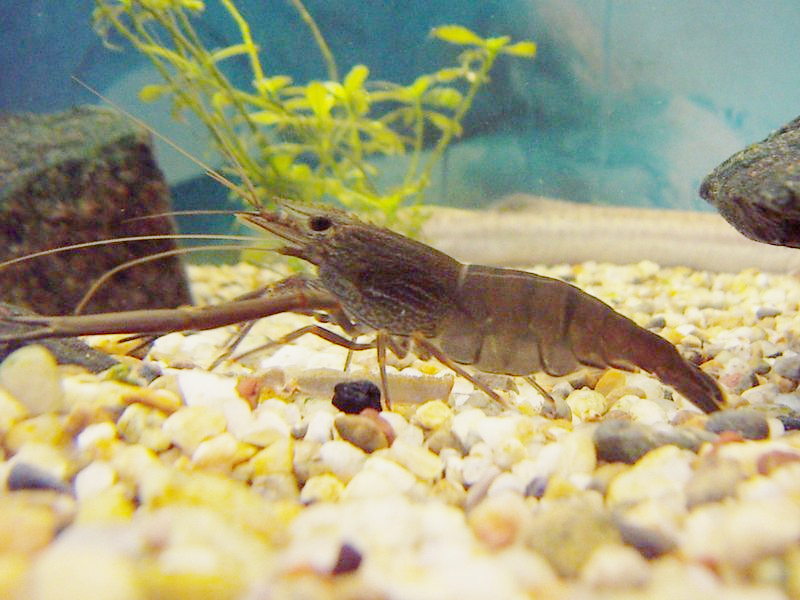